# Josef Franz Hurdálek

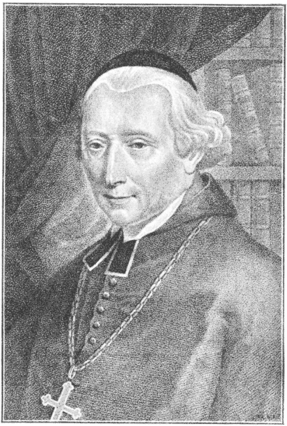
Josef Franz Hurdálek

Wappen Josef Franz Hurdálek, Bischof von Leitmeritz (1815–1822)

Josef Franz Hurdálek (tschechisch Josef František Hurdálek; * 6. Januar 1747 in Náchod, Königgrätzer Kreis; † 27. Dezember 1833 in Prag) war Bischof von Leitmeritz.

## Werdegang
Josef Franz Hurdálek wurde als Sohn eines Leinenwebers geboren. Den ersten höheren Unterricht erhielt er durch einen Geistlichen, der auf seine Begabung aufmerksam geworden war. Anschließend besuchte er das Gymnasium des Klosters Grüssau und studierte ab 1766 Philosophie und danach Theologie in Prag. Am 21. September 1771 wurde er in Prag zum Priester geweiht und danach als Kaplan auf dem Nachoder Schloss eingesetzt. 1775 wurde er Repetent für Mathematik und Philosophie am Wiener Theresianum und zwei Jahre später Sekretär und Beisitzer in der Königgrätzer Diözesanverwaltung sowie Präses des dortigen Priesterhauses. 1780 wurde er Dechant von Neustadt an der Mettau und 1785 Rektor des böhmischen Generalseminars im Prager Clementinum. Nach dessen Aufhebung im Jahre 1790 promovierte er zum Dr. theol. und war danach als Privatgelehrter tätig. Nachdem er 1794 Domdechant in Leitmeritz geworden war, ernannte ihn der dortige Bischof Ferdinand Kindermann von Schulstein zu seinem Generalvikar. Nach dessen Tod amtierte er vom 25. Mai 1801 bis 30. Juni 1802 als Kapitularvikar.

### Bischof von Leitmeritz
Nachdem der Leitmeritzer Bischof Wenzel Leopold Chlumčanský von Přestavlk zum Erzbischof von Prag erhoben worden war, ernannte Kaiser Franz II. Josef Franz Hurdálek am 15. Juni 1815 zu dessen Nachfolger. Der päpstlichen Bestätigung vom 18. Dezember d. J. folgte am 18. Februar 1816 in Prag die Bischofsweihe durch Erzbischof Chlumčanský von Přestavlk.
Hurdálek, der dem josephinischen Reformkatholizismus verbunden war, widmete sich mit vollem Einsatz den bischöflichen Aufgaben. Er visitierte seine Diözese und verfasste mehrere Pastoralschreiben an den Klerus und die Gläubigen.

### Politische Schwierigkeiten
Nach seinem Amtsantritt reorganisierte Hurdálek auch das Leitmeritzer Priesterseminar, an dem u. a. der reformkatholische Weltpriester Michael Fesl, Schüler des Religionsphilosophen Bernard Bolzano, lehrte. Hurdálek berief 1816 den erst 27-jährigen Fesl zum Rektor der Priesterseminars und ernannte ihn zudem gleichzeitig zum Konsistorialrat. Nachdem Fesl mit einzelnen seiner Seminaristen einen geheimen „Christenbund“ gegründet hatte, der schon bald als politisch verdächtig denunziert wurde, nahm der kaiserliche Hofpfarrer Jakob Frint Ermittlungen auf. Dabei geriet auch Bischof Hurdálek in Verdacht, obwohl er auf Weisung der römischen Kurie Fesl, gegen den eine Anklage wegen Hochverrat erhoben wurde, die Lehrerlaubnis entzogen hatte. Auf Betreiben Frints wurden auch die Seminarlehrer Vincenc Zahradník, Anton Krombholz und Werner entlassen. Gleichzeitig forderte der Kaiser Papst Pius VII. auf, Hurdálek zur Resignation zu bewegen. Hurdálek reichte ein entsprechendes Gesuch am 24. Oktober 1822 ein, das vom Papst am 23. Dezember d. J. angenommen wurde. Im Februar 1823 verabschiedete sich Hurdálek mit einem Hirtenschreiben von seinen Gläubigen und siedelte nach Prag über.
Hurdálek starb am 27. Dezember 1833 und wurde auf einem Kleinseitner Friedhof beigesetzt. Nach dessen Aufhebung wurden seine Gebeine auf Veranlassung seines Neffen, des Kanonikers Josef Antonín Šrůtek, in seine Heimatstadt übergeführt und am Friedhof der Kirche Johannes der Täufer in Staré Město nad Metují (Altstadt Nachod) bestattet.